# Plärrer (Magazin)
Der Plärrer war eine alternative Stadtzeitung, die vom 7. Februar 1978 bis September 2017 in insgesamt rund 500 Ausgaben in Nürnberg erschien.

## Name
Der Name des Magazin rührt vom zentral gelegenen Platz Plärrer, der sich aus einem Marktplatz vor den Stadttoren zu einem der zentralsten Verkehrsknotenpunkte der Stadt entwickelte. Zum einen soll er Bezug auf die Zentralität der Berichterstattung herstellen, zum anderen mit der naheliegenden Assoziation zum Wort plärren, also laut schreien/rufen ein Statement für den Anspruch des Magazins sein, selbstbewusst und kritisch aufzutreten.

## Geschichte

### Anfänge
Zunächst als Stattzeitung gegründet, entwickelte sich der Plärrer ab seiner ersten Ausgabe vom 7. Februar 1978 zu einem Stadtmagazin, das schon bald auch über Geschehnisse aus dem gesamten Großraum Nürnberg berichtete. Im Gegensatz zu damals etablierten Zeitschriften bestand ihr Fokus in einer alternativen Berichterstattung über das Stadtleben fernab von klassischen Heftstrukturen. Besonderes Augenmerk wurde hierbei auf die Darstellung eines diversen kulturellen Lebens gelegt.

### Überregionale Bekanntheit
Größere Bekanntheit erlangte der Plärrer mit der Veröffentlichung von Auszügen der Anklageschrift zur sogenannten Massenverhaftung von Nürnberg im Jahr 1981. Als Reaktion folgte eine Beschlagnahmung des Magazins durch die Staatsanwaltschaft und eine Anklage aller Redakteure. Nachdem der Prozess die Verhafteten aus der KOMM-Massenverhaftung nicht schuldig gesprochen wurden, stand auch ein Freispruch für die Plärrer-Mitarbeiter fest. Sogar international Beachtung fand der Abdruck einer Satire des Gastautors Horst Tomayer von 1986, bei der es sich um eine unflätige Abwandlung der Deutschen Nationalhymne handelte. Über den Fall, der erst in einem Prozess vor dem Bundesverfassungsgericht mit einem Freispruch entschieden wurde, berichtete unter anderem Dieter Hildebrandt in der Fernsehsendung Scheibenwischer oder die französische Tageszeitung Libération.

### Ende des Magazins
In den 2000er Jahren erweiterte man das Magazin um verschiedene Beilagen, wie eine BIO-Spezial oder Gastro-Spezial, in denen jeweilige Themen detaillierter erläutert wurden. Sinkende Verkaufszahlen führten im Jahr 2014 dazu Insolvenz anzumelden. Eine Einstellung des Betriebs konnte jedoch durch die Übernahme durch die Hofmann Druck Nürnberg verhindert werden. Bis zur Insolvenz befanden sich die Räumlichkeiten des Plärrer Magazins in der Singerstraße 26 in der Nürnberger Südstadt, seit der Übernahme in den Verlagshäusern der VN Verlagsmarketing Nürnberg GmbH in der Emmericher Straße 10 im Stadtteil Ziegelstein. 2016 verkündete man das Magazin nur noch als e-Paper anzubieten, ehe man im September 2017 auch die redaktionelle Arbeit endgültig einstellte. Die letzte Ausgabe war somit die Oktoberausgabe 2017.